# Rainilaiarivony
Rainilaiarivony (30 ianuarie 1828 - 17 iulie 1896) a fost prim-ministru în Madagascar între 1864 și 1895. Ca șef al armatei în timpul lui Radama al II-lea  a fost răsturnat de la putere de oligarhia lui Merina în 1863, Rainilaiarivony devine prim-ministru în 1864 și se menține la putere căsătorindu-se cu trei regine: Rasoherina, Ranavalona II și Ranavalona III.
Un istoric din Madagascar a menționat că "Rainilaiarivony — 'tatăl celui care are o floare' — a fost într-adevăr un creator de regine, el a ales, a crescut și s-a căsătorit cu ultimele trei, începând cu Rasoherina, cu care s-a căsătorit pe ascuns."
Pe 6 mai 1863, la Tananarive o mulțime de 6000 de oameni, nemulțumiți de politica antistatală a regelui Radama al II-lea, pătrund în palat și îl ștrangulează pe suveran cu un cordon de mătase (o străveche lege malgașă interzice să curgă sângele monarhului). În urma acestor evenimente debutează ca om politic Rainilaiarivony, datorită căruia nu a izbucnit războiul civil în Madagascar. După moartea regelui Radama al II-lea la putere ajunge văduva sa, Rasoherina (1863-1868), prim-ministru devine Rainilaiarivony timp de 33 de ani, afirmându-se ca un reformator strălucit și luptător pentru independența țării sale.

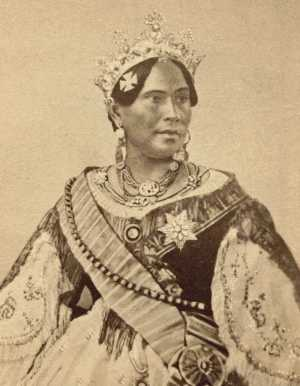
Rasoherina.